# 제11보병여단 (미국)
제11보병여단(11th Infantry Brigade (Light))는 제1차 세계 대전과 베트남 전쟁에 참전했던 미국 육군의 독립보병여단이다. 각 전쟁에서 제6보병사단과 제23보병사단의 예하부대로서 싸웠다.

## 역사

### 제1차 세계 대전
1917년 11월에 창설되어 1918년 6월부터 해외근무를 시작하였다. 총 43일간 프랑스에서 전투에 참가하였고 1919년 6월에 귀환하여 1921년 9월 30일에 일리노이주 캠프 그랜트에서 해산하였다.

### 베트남 전쟁

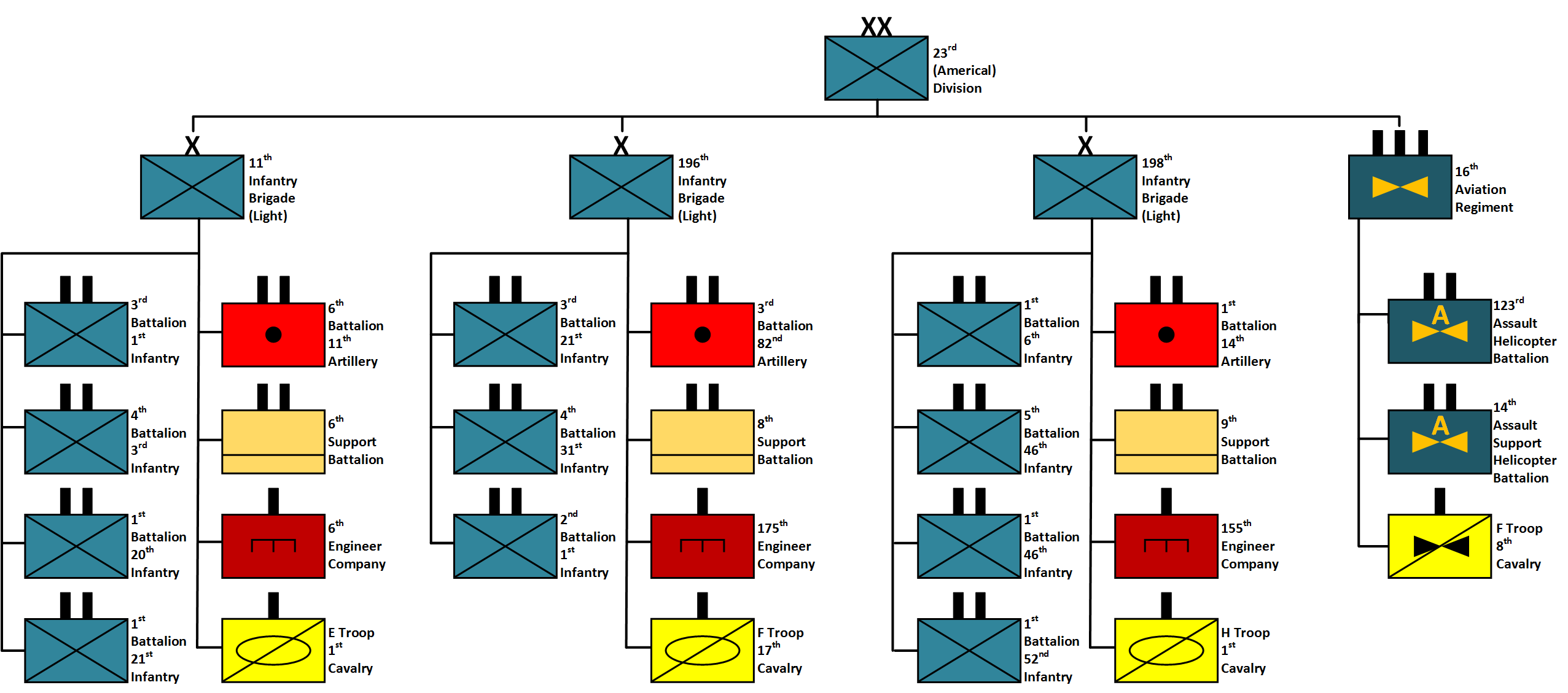
제23보병사단의 1967년 전투서열 구조도

1967년, 미국이 베트남 전쟁에 참전하게 되었을때, 여단은 스코필드 막사에서 재소집되었다. 전쟁에 보낼 제6보병사단의 예속부대로 지정될 예정이었으나, 로버트 맥나마라 국방부 장관은 취소하였다. 여단은 사단에 예속되지 않은 독립 전투부대로서 베트남 공화국에 보내졌다.
같은 해 4월 20일에 편성된 "TF 오리건"이 9월에 추라이 공군기지에서 제23보병사단으로 재편성되자, 제198보병여단과 함께 사단의 예속부대가 되었다.
1968년 제20보병연대, 1대대, C중대에서 베트남 민간인을 340~500명이나 죽인 미라이 학살로 정치적 여론을 악화시켰다. 많은 여단원들이 다큐멘터리 "미라이에서의 네시간(Four Hours in My Lai)"에서 인터뷰하였다. 여단장 존 D. 도널드슨은 1968년 11월 1969년 1월사이의 작전에서 민간인 6명을 죽인 혐의로 피소되었으나, 증거부족으로 인한 무혐의로 풀려났다.
1971년 11월, 여단은 베트남에서 철수하고 그 달 마지막에 워싱턴주, 포트 루이스에서 해산하였다.

### 알래스카
1986년 4월 1일, 다시 제6보병사단의 예속부대로 지정되어 4월 16일에 알래스카주 포트 리처드슨에서 제172보병여단로 재조정받아 재소집되었다. 1944년 6월 28일 해산하였다가, 다음달 7월 15에 포트 웨인라이트에서 재소집되었다. 여단은 여단전투단 편제의 도입으로 1998년 4월 17일에 제172보병여단로 또다시 재조정됨으로써 해산하였다.

## 전투 서열

### 제1차 세계 대전
- 제51보병연대
- 제52보병연대
- 제16기관총대대
- 제11야전포병대대

### 베트남 전쟁
- 본부 및 본부중대
- 제1보병연대, 3대대
- 제3보병연대, 4대대
- 제20보병연대, 1대대
- 제21보병연대, 4대대
- 제11야전포병연대, 6대대
- 제6지원대대
- 제23의무대대, B중대
- 제26공병중대
- 제59보병소대 (정찰군견)
- 제52군사첩보분견대
- 제1기병연대, Troop E
- 여단 항공반

## 기록

### 소속
- 제6보병사단, 1917년 11월 16일 ~ 1927년 8월 1일
- 제9보병사단, 1927년 8월 1일 ~ 1933년 10월 1일
- 제6보병사단, 1933년 10월 1일 ~ 1939년 10월 16일
- 제23보병사단, 1967년 4월 20일 ~ 1971년 11월 30일
- 제6보병사단, 1986년 4월 1일 ~ 1998년 4월 17일

### 계보
- 1917년 11월 16일, Regular Army as Headquarters, 11th Infantry Brigade→제11보병여단, 본부
정규군에 배정됨.
- 1921년 5월 6일, Headquarters and Headquarters Company, 11th Infantry Brigade→제11보병여단, 본부 및 본부중대
- 1925년 3월 23일, Headquarters and Headquarters Company, 11th Brigade→제11여단, 본부 및 본부중대
- 1936년 8월 24일, Headquarters and Headquarters Company, 11th Infantry Brigade→제11보병여단, 본부 및 본부중대
- 1966년 4월 15일, Headquarters and Headquarters Company, 11th Infantry Brigade→제11보병여단, 본부 및 본부중대
정규군에 배정됨.
- 1986년 4월 1일, Headquarters and Headquarters Company, 1st Brigade, 6th Infantry Division→제6보병사단, 1여단, 본부 및 본부중대

### 전역
| 스트리머        | 내역 |
| --------------- | --- |
| 제1차 세계 대전 | - 뫼즈-아르곤 공세 - 1918년 알자스 |
| 베트남 전쟁     | - 반격, 제3(III)단계 - 구정대공세 - 반격, 제4(IV)단계 - 반격, 제5(V)단계 - 반격, 제6(VI)단계 - 1969년 구정대공세 - 1969년 하계-추계 - 1970년 동계-춘계 - 성소 반격 - 반격, 제7(VII)단계 - 정리 제1(I)단계 |

### 스트리머
| 스트리머          | 내역                    |
| ----------------- | ----------------------- |
| 종려잎 용맹십자장 | 베트남, 1968년 ~ 1969년 |
| 종려잎 용맹십자장 | 베트남, 1969년 ~ 1970년 |
| 종려잎 용맹십자장 | 베트남, 1970년          |